# Ernest John Primeau

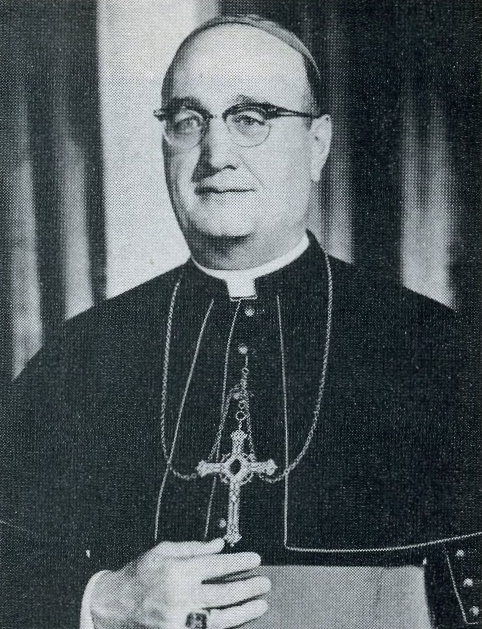
Bischof Ernest John Primeau

Ernest John Primeau (* 17. September 1909 in Chicago, USA; † 15. Juni 1989) war Bischof von Manchester.

## Leben
Ernest John Primeau empfing am 7. April 1934 das Sakrament der Priesterweihe.
Am 27. November 1959 ernannte ihn Papst Johannes XXIII. zum Bischof von Manchester. Der Erzbischof von Chicago, Albert Kardinal Meyer, spendete ihm am 25. Februar 1960 die Bischofsweihe; Mitkonsekratoren waren der Bischof von Joliet in Illinois, Martin Dewey McNamara, und der Weihbischof in Chicago, Raymond Peter Hillinger.
Am 30. Januar 1974 trat Ernest John Primeau als Bischof von Manchester zurück.